# بوگوواجا
بوگوواجا (به صربی: Bogovađa) یک منطقهٔ مسکونی در صربستان است که در لایکوواتس واقع شده‌است.